# 2067 Aksnes
2067 Aksnes è un asteroide della fascia principale del diametro medio di circa 42,59 km. Scoperto nel 1936, presenta un'orbita caratterizzata da un semiasse maggiore pari a 3,9536976 UA e da un'eccentricità di 0,1831402, inclinata di 3,07167° rispetto all'eclittica.
L'asteroide prende il nome dall'astronomo norvegese Kaare Aksnes.